# 嘉義奉天宮
嘉義奉天宮，俗稱文化路媽祖廟，是一座位在臺灣嘉義市東區，主祀天上聖母的媽祖廟。

## 歷史
嘉義奉天宮，俗稱文化路媽祖廟，主祀天上聖母，緣於1956年（民國四十五年）有地方善士李清和罹患胸疾，久病不癒，當時服務於來興機械廠賴平時及其篤信媽祖的同事，臨急祈求媽祖庇佑，得神靈感應而治癒痼疾:65。其蒙媽祖神恩，於是雕刻媽祖金身鎮宅奉祀，後得媽祖指點至蚶仔寮笨港口港口宮祈求雕刻二媽金身，歷經八年，不斷擲筊請示終於如願，二媽金身開光後寄奉於笨港口港口宮，歷經三年才迎回:65。信徒並且組織「媽祖互助會」，六年後復成立「媽祖會」:65。信徒日增，為延續香火，倡議建廟:65。
1981年（民國七十年），覓得現址廟地七四三坪，組織籌建委員會，1982年（民國七十一年）動土興建，1984年（民國七十三年）3月，竣工落成，入火安座。1986年（民國七十五年），增建金爐及牌樓，2004年（民國九十三年），興建活動中心:65。2008年至2010年（民國九十七年至民國九十九年），又陸續興建凌霄寶殿、圓通寶殿。

## 奉祀神祇
主祀神明: 天上聖母，陪祀神明:中壇元帥、土地公、註生娘娘。

## 外部連結
- 嘉義奉天宮的Facebook專頁